# Erosaria bernardi
Erosaria bernardi is een slakkensoort uit de familie van de Cypraeidae. De wetenschappelijke naam van de soort is voor het eerst geldig gepubliceerd in 1974 door Richard.